# Boresch II. von Riesenburg

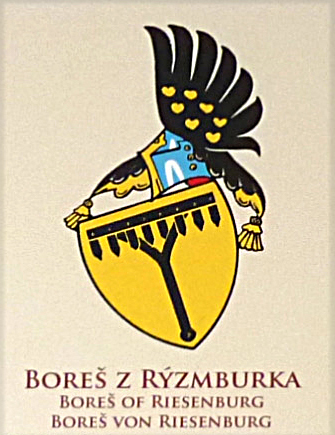
Vorgebliches persönliches Wappen von Boresch von Riesenburg (neuerer Aufriss)

Boresch II. von Riesenburg, auch Boress Freiherr von Osek und Riesenburg, auch Bohuslav II. von Riesenburg (tschechisch Boreš II. z Rýzmburka) (* etwa 1210 bis 1215; † 1277 oder 1278) war ein böhmischer Adliger uradeliger Herkunft und Politiker.
Boresch II. Freiherr von Osek und Riesenburg war eine der bekannten Persönlichkeiten des Geschlechts von Riesenburg, der vom Uradel der Hrabischitz abstammte, dessen nachweisbare Geschichte bis in das elfte Jahrhundert reicht. Der gesellschaftliche Aufstieg der Adelsfamilie Osek (Ossegg) ermöglichte es, in den Jahren 1240–1250, zwei Kilometer nordöstlich des Ortes Alt-Ossegg in Nordwestböhmen die Burg Riesenburg (tschechisch Rýzmburk, heute auch Burg Osek genannt) zu erbauen und zu erweitern.

## Herkunft und Jugend
Boress II. Freiherr von Osek und Riesenburg war der jüngere Sohn des Bohuslaw (I.) Herr von Osek (z Oseku), 1210 Landkämmerer der Markgrafschaft Mähren, dann 1214 bis 1219 Landes-Unterkämmerer und ab 1224 Oberstlandkämmerer im Königreich Böhmen, welcher nach 1240 verstarb. Aus dessen Ehe (der Name der Ehefrau ist unbekannt) hatte er den älteren Bruder Slawek (III.), ab 1231 Abt des Klosters Osek (Ossegg), 1239 Bischof von Preußen und nach 1250 verstorben. Sein Großvater war Slawek alias Slawebor (der Älter) genannt von Osek, begütert im Elbogner Kreis in Westböhmen und ab 1188 Herr auf Ossegg (alttschechisch „Osek“, später "Kloster Alt-Ossegg im Bezirk Dux), welcher um 1190 die Stadt „Slawkenwerde“ (Schlackenwerth) und um 1196 für den Orden der Zisterzienser aus dem Kloster Waldsassen im Nordgau (Bayern) das Kloster Ossegg gründete. 1212 bis 1222 war er Oberstlandkämmerer und verstarb 1226.
In seiner Jugend hatte Boress II. eine für die damalige Zeit gute Ausbildung in der Lateinschule des von seinem Großvater gestifteten Klosters Osek. Er beherrschte mehrere Sprachen. Neben tschechisch, war es Latein und Deutsch, dass er von den Mönchen aus Waldsassen, aber auch auf dem Hof des Königs in Prag erlernte. Dort begegnete er der Ritterkultur, der Poesie, dem Minnesang und den ersten Ansätzen gotischer Architektur und Kunst in Böhmen.
Er war in seiner Jugend oft unterwegs, bedingt durch Kontakte zum Königshof in Prag und zu Adelsfamilien in benachbarten Nordbayern und Sachsen. In deutscher Gesellschaft und durch die zahlreichen deutschsprachigen Kolonisten übernahm er die damals als aktuell geltenden deutschen Bezeichnungen, auch für seine Burgen Riesenburg, Borschenstein in Böhmen, Burg Rechenberg, im Pleißenland (?) und Hochstein in Mähren.

## Politische Laufbahn
Boresch II. übernahm nach dem Tod seines Vaters Bohuslav I. von Hrabischitz, Herr von Osek (z Oseku) im Alter von etwa 30 Jahren die Verwaltung des Familienbesitzes. In der ersten Zeit seiner Verwaltungstätigkeit war er vermutlich nicht am Hof des Königs in Prag tätig, da er in zugänglichen Dokumenten nicht geführt wurde. Erst am 26. Januar 1246 wurde er bei einem österreichischen Chronisten, dem Heinrich von Haimburg erwähnt. Beim Heereszug des Königs Wenzel wurde die mährische Einheit von der Armee des österreichischen Herzogs Friedrich unter Führung von Ulrich von Kärnten südlich von Laa an der Thaya überrascht. Zahlreiche Adlige wurden festgenommen, darunter auch Boresch.
Als eine Adelsgruppe, angeführt vom Thronfolger Přemysl, einen Aufstand versuchte, gelang es 1249 dem Hrabischitzer, die Aufständischen bei Brüx in Westböhmen zu schlagen und zu Verhandlungen mit dem König zu zwingen. Er wurde von König Wenzel reich belohnt, zum Hofmarschall und zum königlichen Kämmerer ernannt. In dieser Zeit benutzt er auch das erste Mal das Prädikat von Riesenburg. Bis zum Tod Wenzels war er einer der führenden Adeligen der böhmischen Krone.
Přemysl rächte sich nach der Machtübernahme mit der Plünderung seines Klosters Osek. Am 25. Januar 1254 wurde Boresch auf Geheiß des Königs gefangen genommen und in Prag inhaftiert. Als Grund wird von Historikern vermutet, dass Boresch durch seine Dienste für den verstorbenen König mit zahlreichen Privilegien ausgestattet und zu mächtig geworden war. Der junge, ambitionierte König, der am Anfang seiner Herrschaft einige Misserfolge hinnehmen musste und dessen Selbstbewusstsein dadurch getrübt worden war, sah in ihm einen inneren Feind. Ottokar wollte mit dieser Inhaftierung seine Macht demonstrieren. Auf der anderen Seite war Boresch ein guter Heerführer und ein Mäzen der Kirche. 1244/1245 war die Haft vermutlich beendet, denn Boresch nahm an einem Kreuzzug des Königs nach Polen teil.
Zur gleichen Zeit ließ er die namensgebenden Burg Rýzmburk (Burg Riesenburg) in Nordwestböhmen erweitern. Boresch taucht längere Zeit nicht in den Annalen der Herrscher auf der Burg in Prag auf. Vermutlich kümmerte er sich in dieser Zeit um die Verwaltung der eigenen Ländereien, die sich inzwischen von Sayda bis in die Gegend der Weißen Karpaten erstreckten.
1260 nahm Boresch erfolgreich an der Schlacht bei Kressenbrunn, teil, wie Dalimil in seiner Chronik beschreibt. Mit seinem Söldnerheer soll er direkt das Lager der Ungarn angegriffen haben, was schließlich zum endgültigen Sieg führte. Bei dieser Gelegenheit soll er neben anderen Schätzen auch den sagenumwobenen Finger Johannes des Täufers, den der ungarische König immer mit sich geführt hatte, gefunden haben. Nach Dalimil überführte er ihn nach Ossegg und schenkte ihn dem dortigen Kloster Osek. Seit dem Zweiten Weltkrieg (1939–1945) ist diese Reliquie verschwunden.
In den Folgejahren vermehrte Boresch seine Vermögenswerte, erhielt Lehen, kaufte Ländereien in Mährisch Trübau, wo er als Gründer des Augustiner-Konvents Corona Santae Mariae (deutsch Marienkron) auftrat und dem Kloster das Dorf Tatenice schenkte.
Im Jahr 1271 gehörte Boresch zu den Unterzeichnern des Friedensabkommens König Ottokars mit dem ungarischen König Stephan. In den Folgejahren trübte sich das Verhältnis zwischen dem König und Boresch wieder. Nach der Neplachova kronika soll der König sogar seine Ländereien beschlagnahmt haben. Auch Boresch vergaß wohl nicht die Erniedrigung durch den böhmischen Herrscher. 1274 schrieb Cosmas von Prag in seiner Chronik: „...der edle Herr Boresch rückte vom König fort, verlor die Zuneigung des Königs ohne Schuld, da seine Feinde den König falsch unterrichteten...“
Hinzu kam, dass sich die internationale Situation veränderte. Přemysl stand zwischen dem neu gewählten römisch-deutschen König Rudolf von Habsburg und einer wachsenden Opposition sowohl in Österreich wie auch in Böhmen. 1276 kam es zum offenen Aufstand der böhmischen Adligen, die Habsburger marschierten in Österreich ein. In Steiermark und Kärnten, welche der böhmischen Krone unterstanden, rebellierten die Untertanen. Die böhmischen Adeligen wurden, nach Aufzeichnungen des Heinrich von Heimburg, neben den Witigonen auch von Boresch angeführt.
Přemysl Ottokar II. wurde durch die Situation gezwungen, sich mit dem Habsburger zu versöhnen. Er verlor dadurch Einnahmen aus seinen außerböhmischen Territorien und sein königliches Erbrecht wurde auf Böhmen beschränkt. Der Frieden hielt nicht lange. 1277 kam es zu neuen Kämpfen, in denen sich die böhmischen Anhänger der Habsburger Rudolf anschlossen. Přemysl nahm Neuhaus ein und konnte noch weitere Siege in Nordböhmen für sich verbuchen. Es kam zu einem weiteren Friedensvertrag, in dem er sich verpflichten musste, nicht gegen die Aufständischen vorzugehen. Kurz darauf flammten die Kämpfe wieder auf, die Witigonen beschwerten sich bei Rudolf von Habsburg, Ottokar halte die Bedingungen nicht ein. Auf ein Schreiben Rudolfs verbat sich Ottokar die Einmischung in innere Angelegenheiten und statuierte ein Exempel. Boresch, der inzwischen siebzigjährige Anhänger des Adelsaufstandes, wurde inhaftiert, vor das Landesgericht gestellt und 1277 hingerichtet. Am 10. Januar 1278 schenkte Ottokar der Stadt Ungarisch Brod alle südmährischen Ländereien des Hrabischitzer.
Bohuslav II., dem Rudolf von Habsburg nach dem Tode seines Vaters seine Gunst bezeugte, hatte Boresch große Teile Nordböhmens, vom legendären Staditz bis Petschau, Teile von Meißen und Teile Mährens hinterlassen.

## Boresch II. Freiherr von Osek und Riesenburg und seine Zeit
Während der Herrschaft des Hrabischitzer erreichte die Kolonialisierung Böhmens einen Höhepunkt und griff auch auf Mähren über. Es entstanden deutsche Siedlungen, in denen sich Holzfäller, Handwerker, Bergleute und Landwirte niederließen. Viele kleine Städte und Dörfer stellten Vögte und Burgkastellane, so auch in den Ländereien der Hrabischitzer bei Mährisch Trübau.
Boresch hatte eine Soldatengruppe von Söldnern unter Dienst, die ihn auf seinen Reisen begleitete und unterhielt eine Hofhaltung mit Beschäftigten, mit welchen er an gesellschaftlichen Anlässen teilnahm. Er war, wenn man seine politische Rolle, die er gespielt hatte, betrachtet, stolz auf seine Herkunft und die Leistungen, die seine Ahnen für das Land erbracht hatten.

## Familie
Boresch II. war mit Richardis verheiratet, die vermutlich deutscher Herkunft war. Er hatte nach dem Genealogen Roman von Procházka zwei Söhne, Slawek (III.) 1231 Abt des Klosters Osek (Zisterzienserstift Ossegg) und Boress (II.) Freiherr von Osek und Riesenburg († 1278 oder 1279)
im Jahre 1264 wurde einmalig ein Slauko IV. (Slawek IV.) aufgeführt. Nach dem Genealogen Roman von Procházka ist es der ältere Sohn des Boress II. Fhrh. von Osek und Riesenburg, welcher unverehelicht vor dem Vater um 1277 verstarb.